# Carriola seminsula
Carriola seminsula är en fjärilsart som beskrevs av Embrik Strand 1914. Carriola seminsula ingår i släktet Carriola och familjen tofsspinnare. Inga underarter finns listade i Catalogue of Life.